# Ephraim H. Hyde
Ephraim H. Hyde (* 1. Juni 1812 in Stafford, Connecticut; † 18. Juni 1896 ebenda) war ein US-amerikanischer Politiker. Zwischen 1867 und 1869 war er Vizegouverneur des Bundesstaates Connecticut.

## Werdegang
Über die Jugend und Schulausbildung von Ephraim Hyde ist nichts überliefert. Auch über seinen Werdegang jenseits der Politik gibt es in den Quellen keine Angaben. Er wurde Mitglied der Demokratischen Partei. In den Jahren 1851 und 1852 saß er als Abgeordneter im Repräsentantenhaus von Connecticut; zwischen 1860 und 1888 gehörte er mehrfach dem Staatssenat an. Dabei war er vor seiner Zeit als Vizegouverneur einmal als President Pro Tempore der amtierende Präsident dieses Gremiums, das offiziell vom jeweiligen Vizegouverneur geleitet wird.
1866 wurde Hyde an der Seite von James E. English zum Vizegouverneur von Connecticut gewählt. Dieses Amt bekleidete er zwischen 1867 und 1869. Dabei war er Stellvertreter des Gouverneurs und Vorsitzender des Staatssenats. Nach dem Ende seiner Zeit als Vizegouverneur war er weiterhin politisch aktiv und setzte seine Laufbahn als Staatssenator fort. Ephraim Hyde starb am 18. Juni 1896.